# Glyn Shaw
Glyndwr Shaw (Rhigos, Gales, Reino Unido, 11 de abril de 1951 - 10 de mayo de 2022)  fue jugador británico de Rugby.

## Carrera de juego

### Honores internacionales
Shaw ganó partidos con Gales (RU) mientras estaba en Neath RFC en 1972 contra Nueva Zelanda, en 1973 contra Inglaterra, Escocia, Irlanda, Francia y Australia, en 1974 contra Escocia, Irlanda, Francia e Inglaterra, y en 1977 contra Irlanda y Francia, jugó partidos con Gales (RL) mientras estaba en Widnes en 1978 contra Francia y Australia, en 1980 contra Francia e Inglaterra, en 1981 contra Inglaterra, en 1982 contra Australia y en 1984 contra Inglaterra, y ganó un partido con Gran Bretaña (RL) mientras estaba en Widnes en 1980 contra Nueva Zelanda.

### Apariciones en la final de la Challenge Cup
Shaw jugó como pilar derecho, es decir, el número 10, en la victoria de Widnes por 12-3 sobre Wakefield Trinity en la final de la Challenge Cup de 1979 durante la temporada 1978–79 en el estadio de Wembley , Londres , el sábado 5 de mayo de 1979, y fue un intercambio / suplente . es decir, el número 15, en la victoria por 18 a 9 sobre el Hull Kingston Rovers en la final de la Challenge Cup de 1981 durante la temporada 1980–81 en el estadio de Wembley, Londres, el sábado 2 de mayo de 1981.

### Apariciones en la final de la Copa del condado
Shaw jugó de pilar derecho , es decir, el número 10, en la victoria de Widnes por 15-13 sobre Workington Town en la final de la copa del condado de Lancashire de 1978 durante la temporada 1978–79 en Central Park , Wigan el sábado 7 de octubre de 1978, y jugó de pilar derecho en la victoria por 11-0 sobre Workington Town en la final de la Copa del condado de Lancashire de 1979 durante la temporada 1979–80 en The Willows, Salford el sábado 8 de diciembre de 1979. 

### Trofeo No.6 del jugador / Apariciones en la final de John Player
Shaw jugó como pilar derecho , es decir, el número 10 (reemplazado por el intercambio / sustituto Alan Dearden) en la derrota de Widnes por 4-9 ante Warrington en la final del Trofeo Players No.6 de 1977–78 durante la temporada 1977–78 en Knowsley Road, St. Helens el sábado 28 de enero de 1978, jugó como pilar derecho en la victoria 16-4 sobre Warrington en la final del John Player Trophy de 1978–79 durante la temporada 1978–79 en Knowsley Road , St. Helens el sábado 28 de abril de 1979, jugó como pilar derecho en la derrota por 0-6 ante Bradford Northern en la final del John Player Trophy de 1979–80 durante la temporada 1979–80 en el Headingley Rugby Stadium, Leeds el sábado 5 de enero de 1980, y jugó como pilar izquierdo prop, es decir, el número 8, en la victoria de Wigan por 15-4 sobre Leeds en la final del Trofeo John Player de 1982–83 durante la temporada 1982–83 en Elland Road , Leeds el sábado 22 de enero de 1983.

### Carrera del club
Shaw pasó del club Neath RFC de la unión de rugby (RL) al club Widnes de la liga profesional de rugby (RL) en 1977. Hizo su debut con el Widnes en un partido vespertino a mitad de semana contra New Hunslet en el Leeds Greyhound Stadium en Eland Road, Leeds, donde entretuvo a la multitud incluso antes de saltar al campo, haciendo "flexiones con un brazo" durante su calentamiento. En noviembre de 1981, Wigan lo fichó por £ 25,000 (basado en aumentos en las ganancias promedio, esto sería aproximadamente £ 120,600 en 2013). Debutó con Warringtonel 25 de noviembre de 1984 y jugó su último partido con Warrington el 3 de noviembre de 1985.
- Datos: Q5572885